# Sperrkommandant
Der Sperrkommandant war, sowohl in der deutschen Kaiserlichen Marine als auch in der Kriegsmarine ein für die Bewachung, den Unterhalt und den Betrieb einer oder mehrerer Minensperren und/oder Hafensperren verantwortlicher Offizier.

## Kaiserliche Marine

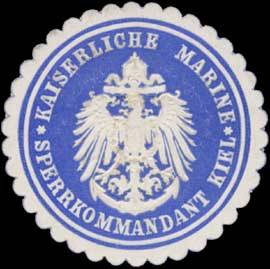
Siegelmarke Sperrkommandant Kiel (Erster Weltkrieg)

Die Kaiserliche Marine ernannte im Ersten Weltkrieg an den größeren deutschen Flussmündungen Sperrkommandanten als Befehlshaber der jeweiligen Schiffssperren. Sie waren Teil der Küstensicherungsverbände. 
Sperrkommandanten gab es u. a. auf Borkum, an der Elbe, am Heverstrom, in Kiel, in Danzig-Neufahrwasser, in Pillau und auch in der Kolonie Kiautschou.

## Kriegsmarine

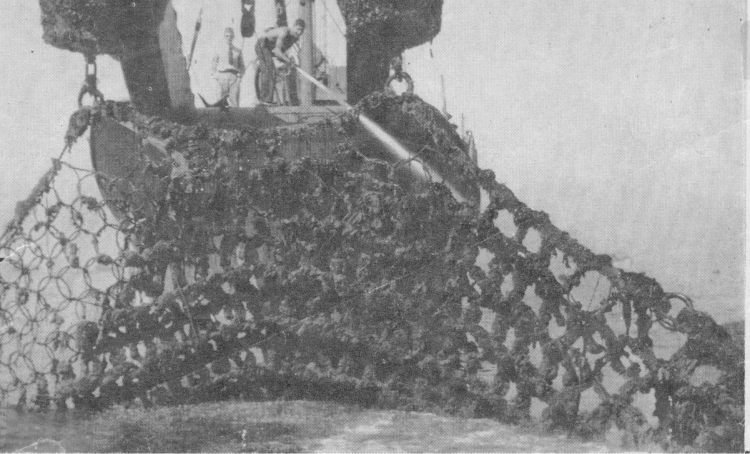
Netzsperre gegen U-Boote im Zweiten Weltkrieg

Die Kriegsmarine richtete im Zweiten Weltkrieg Sperrkommandanturen (oder auch einfach Sperrkommandanten) in wichtigen Häfen oder für ganze Küstenabschnitte ein. Ihre Aufgabe war insbesondere das Auslegen, der Unterhalt, der Betrieb und die Überwachung der aus Balken und Netzen eingerichteten Hafensperren, mit denen insbesondere das Eindringen von Kampftauchern, Kleinst-U-Booten, bemannten Torpedos und Sprengbooten verhindert werden sollte. Dazu unterstanden ihnen sogenannte Sperrschlepper, die die Sperren öffneten und schlossen, wenn Schiffe durchgelassen wurden. Zu ihrem Personal gehörten außerdem Sperrlotsen, die Schiffe durch die Sperren führten. Soweit ihr Aufgabenbereich ganze Küstenabschnitte umfasste, befehligten sie sog. Sperrflottillen, die im Oktober 1942 in Küstenschutz-Flottillen und im Oktober 1943 in Sicherungs-Flottillen umbenannt wurden.
Sperrkommandanten der Kriegsmarine (Auswahl)
- Sperrkommandant Kiel: Der Sperrkommandant Kiel (Sperrflottille) wurde im August 1939 in Kiel aufgestellt; der im Oktober 1935 aufgestellte Hafenkapitän Kiel wurde damit zugleich Sperrkommandant Kiel. Er unterstand anfangs dem Kommandanten der Befestigungen westliche Ostsee, der nach Kriegsbeginn in Küstenbefehlshaber westliche Ostsee umbenannt wurde. Im Juni 1941 wurde die Flottille zum Sperrkommandanten westliche Ostsee (Sperrflottille) und am 1. Oktober 1942 in Küstenschutzflottille westliche Ostsee umbenannt. Am 1. Oktober 1943 wurde die Flottille in 1. Sicherungsflottille umbenannt.

- Sperrkommandant Swinemünde: Der Sperrkommandant Swinemünde (Sperrflottille) wurde ebenfalls im September 1939 aufgestellt. Er unterstand dem Küstenbefehlshaber Pommern. Am 10. Oktober 1942 wurden die dem Sperrkommandant unterstellten Fahrzeuge in die Küstenschutzflottille Pommernküste überführt. Der Sperrkommandant war in Personalunion auch Flottillenchef. Die Küstenschutzflottille Pommernküste wurde am 1. Oktober 1943 in 2. Sicherungsflottille umbenannt.[4] Die Unterstellung wechselte unter den Befehlshaber der Sicherung der Ostsee und die Dienststelle des Sperrkommandanten Swinemünde wurde aufgelöst.

- Sperrkommandant Gotenhafen: Auch der Sperrkommandant Gotenhafen (Sperrflottille) wurde im September 1939 aufgestellt, unterstellt dem Küstenbefehlshaber östliche Ostsee (im September 1943 umbenannt in Küstenbefehlshaber mittlere Ostsee). Am 10. Oktober 1942 wurde diese Sperrflottille in Küstenschutzflottille Preußenküste und am 1. Oktober 1943 3. Sicherungsflottille umbenannt.[5]

- Sperrkommandant Pillau: Die Dienststelle Hafenkapitän Pillau wurde im August 1939 eingerichtet und bestand bis April 1945; der Hafenkapitän war zugleich der Sperrkommandant Pillau sowie Leiter Küstenüberwachungsstelle Pillau.

- Sperrkommandant Memel: Die Dienststelle des Hafenkapitäns Memel wurde im September 1939 aufgestellt. Ab Mai 1941 war der Hafenkapitän zugleich Sperrkommandant Memel. Die Dienststelle unterstand dem Festungskommandanten Memel (im Oktober 1943 umbenannt in „Der Kommandant im Abschnitt Memel“) und bestand bis zur Evakuierung von Memel im Januar 1945.